# Kunstrijden op de Olympische Zomerspelen 1908

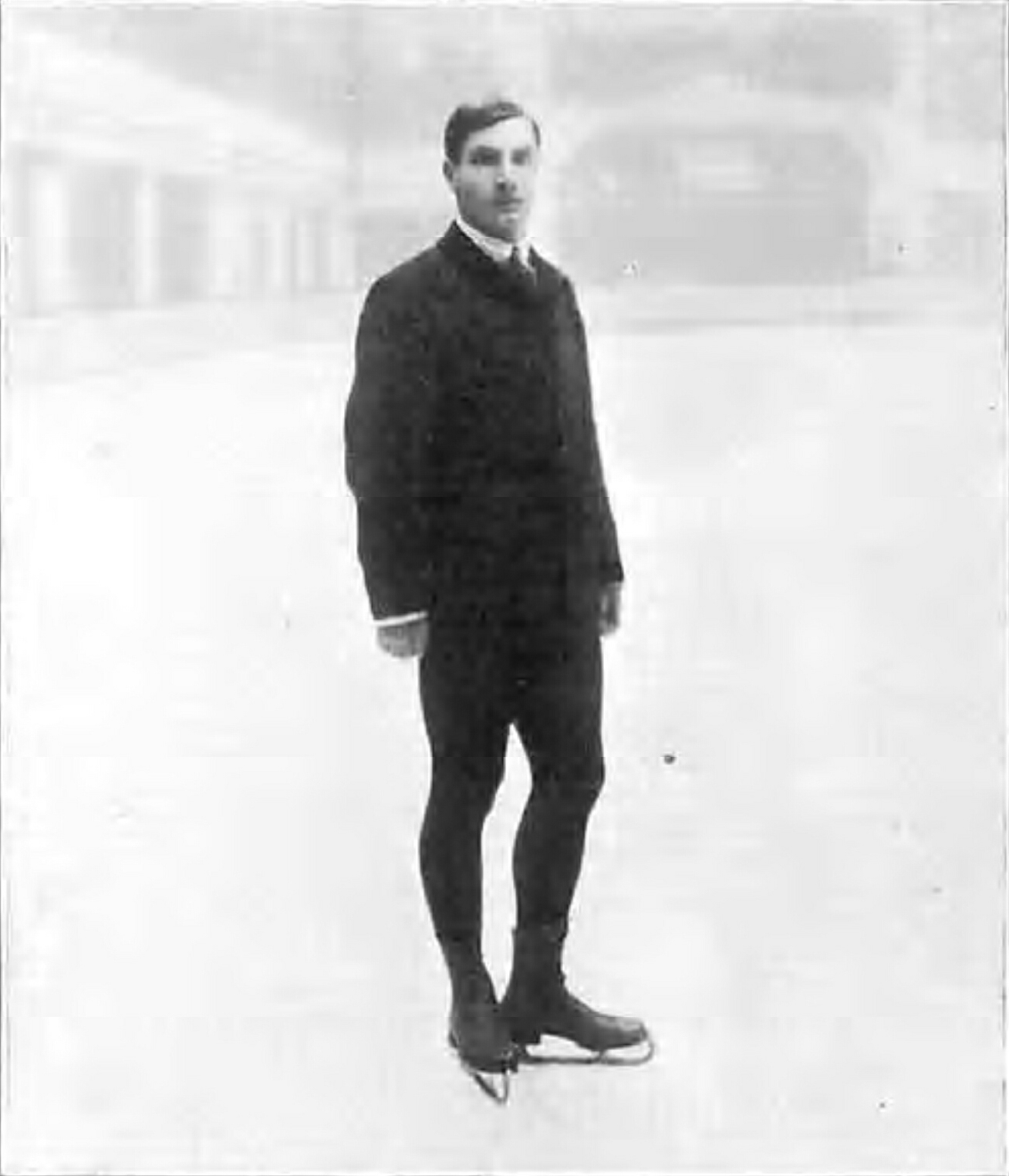
Ulrich Salchow op de Olympische Zomerspelen 1908

Het kunstrijden is een van de sporten die beoefend werden tijdens de Olympische Zomerspelen 1908 in Londen. Het was de eerste keer dat een wintersport opgenomen werd op het programma van de Spelen. Er werden voor vier disciplines in het kunstrijden wedstrijden georganiseerd, voor de discipline speciale figuren voor mannen was het de enige keer dat het op het olympisch programma stond. Het was een van de weinige sporten in 1908 waar ook vrouwen aan konden deelnemen.
De wedstrijden vonden plaats op 28 (verplichte kür mannen en vrouwen) en 29 oktober (vrije kür mannen en vrouwen, paren en mannen speciale figuren) in de Prince's Skating Club, in het district Knightsbridge in Londen. Het aantal deelnemers bleef beperkt. De mannenwedstrijd had met negen deelnemers de grootste bezetting, twee disciplines kenden slechts drie startplaatsen. In totaal namen er veertien mannen en zeven vrouwen uit zes landen deel.
Eindrangschikking
Elk van de vijf juryleden rangschikte de deelnemer van de eerste 1 tot en met de laatste plaats. Deze plaatsing geschiedde op basis van het toegekende puntentotaal door elk jurylid aan een deelnemer gegeven. (Deze puntenverdeling was weer gebaseerd op 60% van de verplichte kür, 40% van de vrije kür bij de solo disciplines). De uiteindelijke rangschikking geschiedde bij een meerderheidsplaatsing. Dus, wanneer een deelnemer bij meerderheid als eerste was gerangschikt, kreeg hij de eerste plaats toebedeeld. Vervolgens werd voor elke volgende positie deze procedure herhaald. Wanneer geen meerderheidsplaatsing kon worden bepaald, dan waren beslissende factoren: 1) laagste som van plaatsingscijfers van alle juryleden, 2) totaal behaalde punten, 3) punten behaald in de verplichte kür.

## Mannen
r/m = rangschikking bij meerderheid, pc/5 = som plaatsingcijfers van alle vijf juryleden
| rang   | sporter           | land | r/m             | pc/5 | punten |
| ------ | ----------------- | ---- | --------------- | ---- | ------ |
| Goud   | Ulrich Salchow    | SWE  | 3×1 (1-1-2-2-1) | 7    | 1886.5 |
| Zilver | Richard Johansson | SWE  | 3×2 (2-2-3-1-2) | 10   | 1826.0 |
| Brons  | Per Thorén        | SWE  | 4×3 (4-3-1-3-3) | 14   | 1787.0 |
| 4      | John Greig        | GBR  | 5×4 (3-4-4-4-4) | 19   | 1554.5 |
| 5      | Albert March      | GBR  | 2×5 (5-5-7-6-6) | 29   | 1160.0 |
| 6      | Irving Brokaw     | USA  | 2×6 (6-7-5-5-6) | 30   | 1201.0 |
| 7      | Horatio Torromé   | ARG  | - (7-6-6-7-5)   | 31   | 1144.5 |
|        | Nikolaj Panin     | RUS  | opgave          |      |        |
|        | Herbert Yglesias  | GBR  | opgave          |      |        |

## Mannen speciale figuren
r/m = rangschikking bij meerderheid, pc/5 = som plaatsingcijfers van alle vijf juryleden
| rang   | sporter           | land | r/m             | pc/5 | punten |
| ------ | ----------------- | ---- | --------------- | ---- | ------ |
| Goud   | Nikolaj Panin     | RUS  | 5×1 (1-1-1-1-1) | 5    | 219    |
| Zilver | Arthur Cumming    | GBR  | 5×2 (2-2-2-2-2) | 10   | 164    |
| Brons  | Geoffrey Hall-Say | GBR  | - (3-3-3-3-3)   | 15   | 104    |

## Vrouwen
r/m = rangschikking bij meerderheid, pc/5 = som plaatsingcijfers van alle vijf juryleden
| rang   | sporter                  | land | r/m             | pc/5 | punten |
| ------ | ------------------------ | ---- | --------------- | ---- | ------ |
| Goud   | Madge Syers              | GBR  | 5×1 (1-1-1-1-1) | 5    | 1262.5 |
| Zilver | Elsa Rendschmidt         | GER  | 4×2 (3-2-2-2-2) | 11   | 1055.0 |
| Brons  | Dorothy Greenhough-Smith | GBR  | 4×3 (2-3-4-3-3) | 15   | 960.5  |
| 4      | Elna Montgomery          | SWE  | 4×4 (4-4-5-4-4) | 21   | 851.5  |
| 5      | Gwendolyn Lycett         | GBR  | - (5-5-3-5-5)   | 23   | 820.0  |

## Paren
r/m = rangschikking bij meerderheid, pc/5 = som plaatsingcijfers van alle vijf juryleden
| rang   | sporters                           | land | r/m             | pc/5 | punten |
| ------ | ---------------------------------- | ---- | --------------- | ---- | ------ |
| Goud   | Anna Hübler / Heinrich Burger      | GER  | 5×1 (1-1-1-1-1) | 5    | 56.0   |
| Zilver | Phyllis Johnson / James H. Johnson | GBR  | 5×2 (2-2-2-2-2) | 10   | 51.5   |
| Brons  | Madge Syers / Edgar Syers          | GBR  | - (2-2-3-3-3)   | 13   | 48.0   |

## Medaillespiegel
| rang | land             | Goud | Zilver | Brons | totaal |
| ---- | ---------------- | ---- | ------ | ----- | ------ |
| 1    | Groot-Brittannië | 1    | 2      | 3     | 6      |
| 2    | Zweden           | 1    | 1      | 1     | 3      |
| 3    | Duitsland        | 1    | 1      | 0     | 2      |
| 4    | Rusland          | 1    | 0      | 0     | 1      |
|      |                  | 4    | 4      | 4     | 12     |

Londen 1908 · 
Antwerpen 1920 · 
Chamonix 1924 · 
St. Moritz 1928 · 
Lake Placid 1932 · 
Garmisch-Partenkirchen 1936 · 
St. Moritz 1948 · 
Oslo 1952 · 
Cortina d'Ampezzo 1956 · 
Squaw Valley 1960 · 
Innsbruck 1964 · 
Grenoble 1968 · 
Sapporo 1972 · 
Innsbruck 1976 · 
Lake Placid 1980 · 
Sarajevo 1984 · 
Calgary 1988 · 
Albertville 1992 · 
Lillehammer 1994 · 
Nagano 1998 · 
Salt Lake City 2002 · 
Turijn 2006 · 
Vancouver 2010 · 
Sotsji 2014 · 
Pyeongchang 2018 · 
Peking 2022
Olympische medaillewinnaars
Atletiek · Boksen · Boogschieten · Hockey · Jeu de paume · Kunstrijden · Lacrosse · Motorbootracen · Polo · Rackets · Roeien · Rugby · Schermen · Schietsport · Schoonspringen · Tennis · Touwtrekken · Turnen · Voetbal · Waterpolo · Wielersport · Worstelen · Zeilen · Zwemmen